# Lupu (film)
Lupu este o dramă cinematografică, un film de autor, din anul 2013, cu o tematică suprarealistă, în scenariul și regia lui Bogdan Mustață. Filmul lui Bogdan Mustață este despre un adolescent care începe o călătorie foarte personală, în lumea morților, a crimei și a dragostei, chiar în blocul în care locuiește.

## Proiect realizat
Lansat în anul 2013, lungmetrajul Lupu a fost unul dintre cele 5 proiecte selectate pentru Laboratorul de Scenaristică, de către Sundance Institute.
Pe 31 iulie 2010, debutul în filmul de lungmetraj al regizorului Bogdan Mustață, filmul Lupu, a primit Eurimages Award, în valoare de 30.000 de euro, în cadrul Festivalului de Film de la Sarajevo. Proiectul a fost apoi  finanțat de CNC cu 988.753 RON în cadrul sesiunii de concurs iunie - iulie 2010.

## Distribuție
Din distribuție fac parte actorii Mihai Vasilescu – Lupu, Ada Condeescu – Clara, Carmen Ungureanu – Mama, Costel Cașcaval – Tatăl, Camelia Zorlescu – Baba, Alexandru Potocean – Vasile și Dimitrii Bogomaz – Florin, cu participarea lui Sergiu Nicolaescu – Moșul. Actorii au fost ordonați conform postgenericului filmului, dar și conform altor surse.

## Date tehnice
Precum ordonarea actorilor și realizatorii filmului au fost ordonați conform postgenericului filmului.
- Scenariul și regia — Bogdan Mustață
- Imaginea — Barbu Bălășoiu
- Montaj — George Cragg[3] și Ștefan Ioan Tatu
- Director de casting — Emil Slotea
- Director de producție — Ruxandra Slotea
- Director de producție și postproducție — Martina Hedwig
- Re-recording mixer — Kai Tabbel
- Coregraf — Iulia Weiss
- Costume — Alexandra Alma Ungureanu
- Scenografia — Oana Novicov
- Co-producători — Gian-Piero Ringel și Erwin M. Schmidt
- Producător — Marcian Lazăr
- O producție a: Strada Film, Neue Road Movies